# Vier-Punkt-Methode
Die Vierpunktmethode, auch Vierpunktmessung oder Vierspitzenmessung, ist ein Verfahren, um den Flächenwiderstand, also den elektrischen Widerstand einer Oberfläche oder dünnen Schicht, zu ermitteln.

## Beschreibung

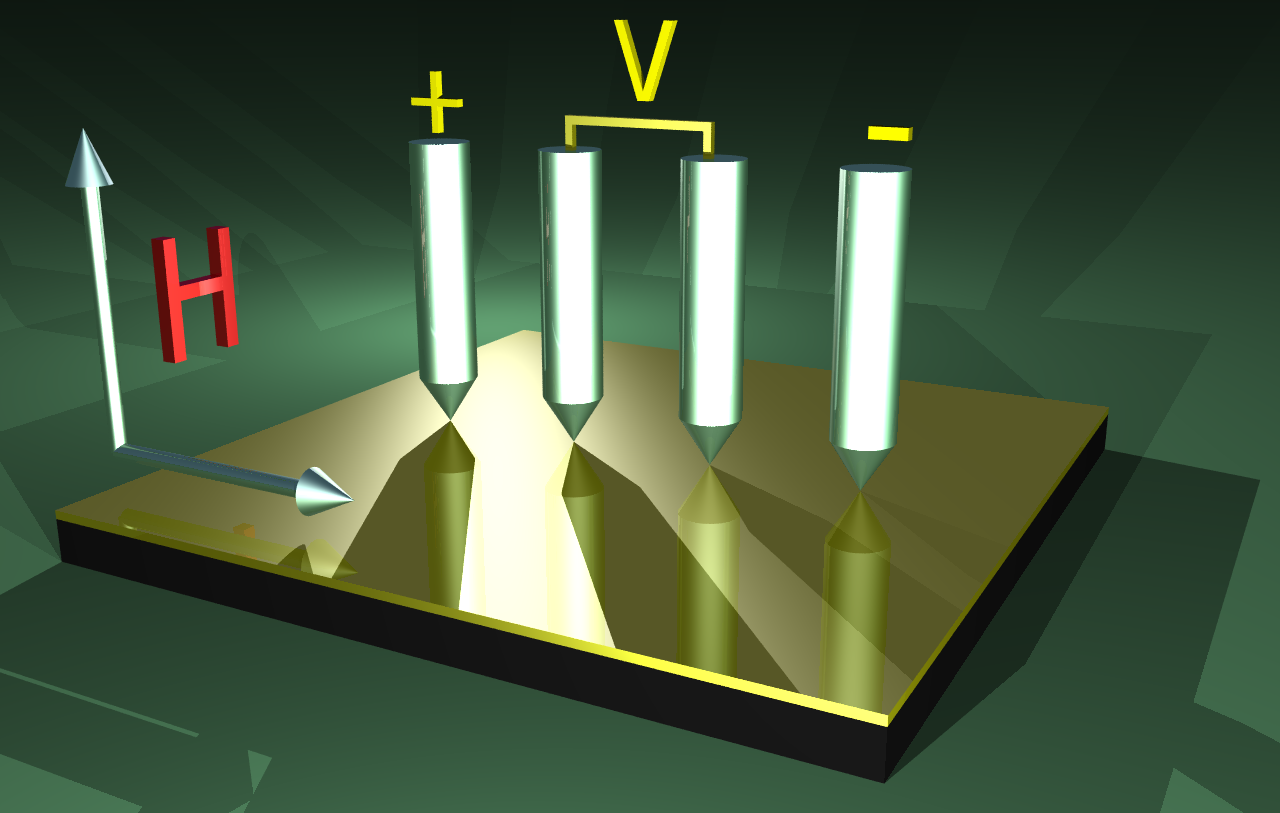
Anordnung der Messspitzen

Vier Messspitzen werden in einer Reihe auf die Oberfläche gebracht um den elektrischen Widerstand zu bestimmen. Über die beiden äußeren Spitzen fließt ein kontrollierter Strom, während über den beiden inneren der Potentialunterschied bzw. die elektrische Spannung gemessen wird. Da das Verfahren auf dem Prinzip der Vierleitermessung beruht, ist es weitgehend unabhängig vom Übergangswiderstand zwischen den Messspitzen und der Oberfläche (Prinzip Thomson-Brücke). Je dichter die Spitzen dem Rand der Probe kommen, desto mehr wird die Messung verfälscht: Die elektrischen Stromlinien können sich nicht frei ausbreiten, sie müssen parallel zum Rand der Probe fließen.
Wenn benachbarte Messspitzen jeweils den gleichen Abstand haben, erhält man den Flächenwiderstand {\displaystyle R_{\Box }} aus der gemessenen Spannung {\displaystyle U} und dem Strom {\displaystyle I} mittels:
{\displaystyle R_{\Box }={\frac {\pi }{\ln {2}}}{\frac {U}{I}}\approx 4{,}532{\frac {U}{I}}}.
Diese Formel gilt jedoch nur im Idealfall einer (im Vergleich zum Spitzenabstand) sehr dünnen, unendlich ausgedehnten Oberfläche mit homogenem Widerstandsverhalten.
Diese Messmethode ist an verschiedene Voraussetzungen gebunden:
- Die Schichtdicke muss sehr viel kleiner als der Abstand der Spitzen sein. (typischerweise 1 mm)
- Die Gesamtfläche der Schicht muss (unendlich) groß gegenüber dem Abstand der Spitzen sein.
- Die Unterlage muss elektrisch isolierend sein, sodass der Strom nur durch die Schicht fließt. (Bei Halbleiterwafern ist diese Bedingung auch erfüllt, wenn Schicht und Unterlage entgegengesetzt dotiert sind, da dann die Grenzschicht als Isolator dient.)

Vierpunktmessungen werden beispielsweise in der Halbleitertechnologie eingesetzt, um den Flächenwiderstand einer auf den Halbleiter aufgebrachten Schicht zu bestimmen, dabei kann jedoch die Schicht durch die Messspitzen beschädigt werden.
Um aus dem Flächenwiderstand {\displaystyle R_{\Box }} den spezifischen Widerstand {\displaystyle \rho } des Schichtmaterials zu errechnen, multipliziert man ihn mit der Schichtdicke {\displaystyle d}:
{\displaystyle \rho ={d}\cdot {R_{\Box }}}
Diese Gleichung gilt dann nur, wenn es sich um eine quadratische Probe mit der Bedingung {\displaystyle l=b} (die Länge {\displaystyle l} ist gleich der Breite {\displaystyle b} der zu messenden Schicht bzw. Probe) handelt.
Zur Bestimmung des spezifischen Widerstandes einer Schicht bzw. deren Flächenwiderstandes bei beliebiger Anordnung der Messkontakte wurde die Van-der-Pauw-Messmethode entwickelt.

## Anwendung
Die Vierpunktmethode ist die Standardmessmethode zur Bestimmung der elektrischen Leitfähigkeit in der Halbleiterindustrie (Halbleitertechnik, Photovoltaik usw.).